# 聖羅莎德亞庫馬
聖羅莎德亞庫馬是玻利維亞的城鎮，位於該國北部，由貝尼省負責管轄，距離首府特立尼達477公里，海拔高度169米，每年平均降雨量約2,000毫米，2010年人口5,067。

## 外部連結
- Map of province
- fotos de Santa Rosa del Yacuma  Beni, Bolivia

14°04′40″S 66°47′37″W / 14.07778°S 66.79361°W